# Angela Raffa
Angela Raffa (Messina, 26 de enero de 1993) es una política italiana, miembro del Movimiento 5 Estrellas desde 2018. Es la miembro más joven del Parlamento en la XVIII Legislatura.

## Biografía
Después de graduarse como experta comercial en el Instituto Técnico Comercial "Antonio Maria Jaci", obtuvo su licenciatura en economía empresarial en la Universidad de Messina con una tesis en ciencias financieras sobre el establecimiento y funcionamiento del Antimonopolio. Es directora de Stone s.r.l. (startup en el sector de la construcción y materiales biocompatibles).
Activista en el Movimento 5 Estrellas (M5S) desde 2011, de enero de 2016 a marzo de 2017 es una de las organizadoras del encuentro Amici di Beppe Grillo en la ciudad de Messina. Candidata a las elecciones regionales en Sicilia en 2017, donde obtuvo 1581 preferencias sin ser elegida.
En las elecciones políticas de 2018 fue elegida diputada en las listas del Movimento 5 Stelle en la representación proporcional en Sicilia; con 25 años y 37 días al momento de las elecciones, es la parlamentaria más joven de la XVIII Legislatura iniciada el 23 de marzo.
En las elecciones políticas anticipadas de 2022 fue reelegida para la Cámara, en la circunscripción plurinominal Sicilia 2 - 01 por el Movimiento 5 Estrellas, siendo reelegida diputada. En la XIX legislatura de la República fue miembro de la VI Comisión de Hacienda.